# ValuJet Airlines

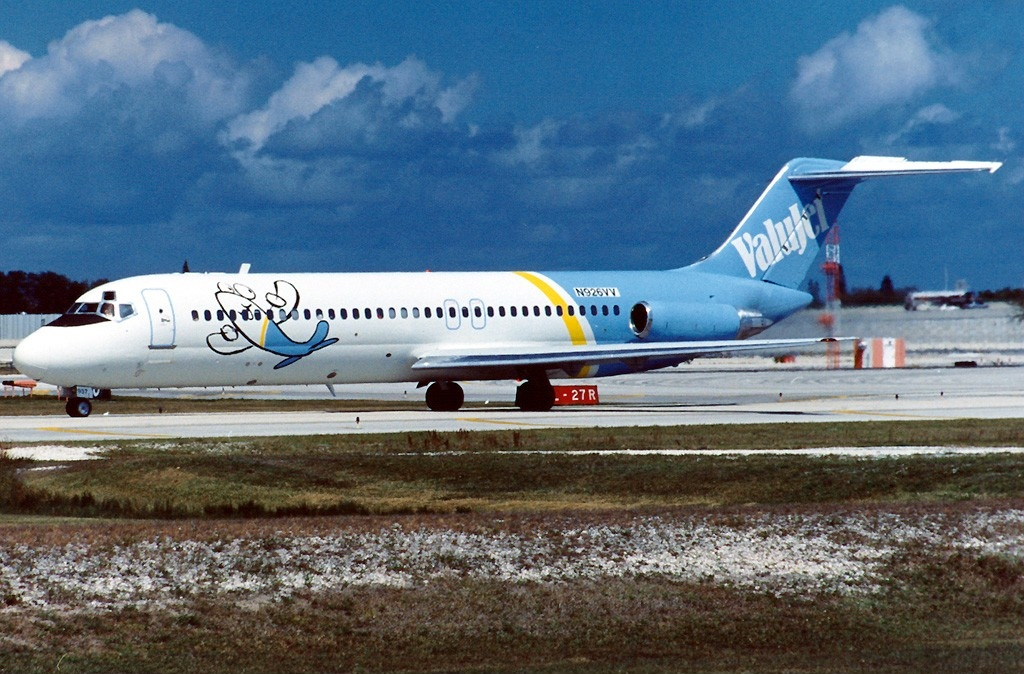
Imagem ilustrativa

A ValuJet Airlines foi uma companhia aérea de baixo custo americana, com sede em Clayton County, que operava regularmente voos regulares domésticos e internacionais no leste dos Estados Unidos e do Canadá durante a década de 1990. Após uma série de problemas de segurança e o acidente fatal do voo 592, a empresa fundiu-se com a companhia aérea regional AirTran Airways.